# Mulheres (filme)
The Women (bra: As Mulheres ou Mulheres; prt: Mulheres) é um filme estadunidense de 1939, do gênero comédia dramática, dirigido por George Cukor, e estrelado por Norma Shearer, Joan Crawford e Rosalind Russell. O roteiro de Anita Loos e Jane Murfin foi baseado na peça teatral homônima de 1936, de Clare Boothe Luce.
Assim como a peça, o elenco do filme é formado todo por mulheres (ao todo, cerca de 130) e, inclusive, os muitos animais de estimação que aparecem são também todos fêmeas. George Cukor foi chamado para a direção devido a sua fama de "diretor de mulheres". O tema é o relacionamento amoroso e emocional entre mulheres e homens e apenas uma personagem aparenta ser lésbica (a escritora Nancy Blake). O filme foi realizado em preto e branco, mas contém uma cena colorida (em Technicolor) de dez minutos, a de um desfile de modas com os figurinos de Adrian.
Houve uma refilmagem musical em 1956 intitulada "The Opposite Sex", estrelada por June Allyson, Joan Collins e Ann Miller. Em 2008, Diane English escreveu e dirigiu uma refilmagem homônima, dessa vez estrelada por Meg Ryan, Eva Mendes, Annette Bening, Jada Pinkett Smith, Bette Midler e Debra Messing. A distribuição ficou a cargo da Picturehouse Entertainment, companhia ligada a Warner Bros. (a versão de 1939 permanece sendo de propriedade da Turner Entertainment).
Em 2007, "The Women" foi selecionado para preservação no National Film Registry, seleção filmográfica da Biblioteca do Congresso dos Estados Unidos, como sendo "culturalmente, historicamente ou esteticamente significativo".

## Sinopse
A jovem dama da sociedade nova-iorquina Mary Haines (Norma Shearer) é apaixonada pelo seu marido, e o casal tem uma filha pré-adolescente, a Pequena Mary (Virginia Weidler). Uma de suas amigas, porém, ouve no salão de beleza uma fofoca sobre o marido dela ter uma amante, e conta à prima de Mary, Sylvia (Rosalind Russell). A tal amante é a vendedora de perfumes,  esperta e interesseira, Crystal Allen (Joan Crawford). Mary fica sabendo e confronta Crystal, e a notícia do escândalo acaba chegando aos jornais. Mary vai para um rancho em Reno, cidade para onde as mulheres ricas se dirigem quando querem o divórcio, e ali a separação é oficializada. Naquele lugar, Mary conversa com outras mulheres recém-divorciadas e fica sabendo sobre a atitude de cada uma em relação àquela nova situação.

## Elenco
- Norma Shearer como Mary Haines
- Joan Crawford como Crystal Allen
- Rosalind Russell como Sylvia Fowler
- Paulette Goddard como Miriam Aarons
- Joan Fontaine como Peggy Day
- Mary Boland como Condessa De Lave
- Phyllis Povah como Edith Potter
- Virginia Weidler como Pequena Mary Haines
- Lucile Watson como Sra. Morehead
- Marjorie Main como Lucy
- Virginia Grey como Pat, a balconista da banca de perfumes
- Ruth Hussey como Srta. Watson
- Muriel Hutchison como Jane
- Hedda Hopper como Dolly Dupuyster
- Florence Nash como Nancy Blake
- Cora Witherspoon como Sra. Van Adams
- Mary Beth Hughes como Srta. Trimmerback
- Lilian Bond como Sra. Erskine
- Dennie Moore como Olga, a manicure
- Jane Isbell como Filha de Edith (não-creditada)
- Mariska Aldrich como Professora de Canto (não-creditada)
- Butterfly McQueen como Lulu, empregada da banca de perfumes (não-creditada)
- Barbara Jo Allen como Recepcionista (não-creditada)
- Judith Allen como Modelo (não-creditada)
- Gertrude Astor como Atendente do Banho de Lama (não-creditada)
- Marie Blake como Garota do Almoxarifado (não-creditada)
- Suzanne Kaaren como Princesa Mara (não-creditada)
- Theresa Harris como Olive (não-creditada)
- Esther Dale como Ingrid (não-creditada)
- Betty Blythe como Sra. South (não-creditada)

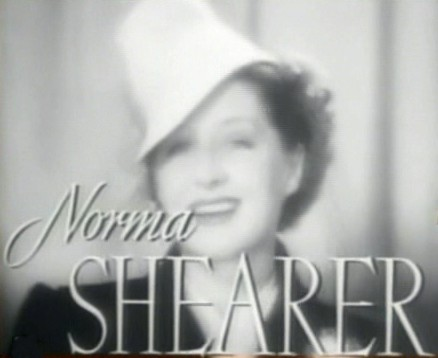
Norma Shearer
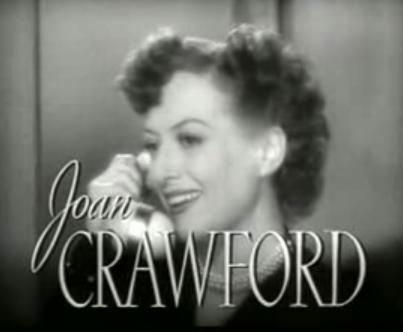
Joan Crawford
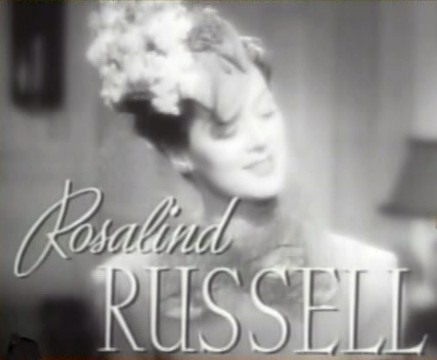
Rosalind Russell
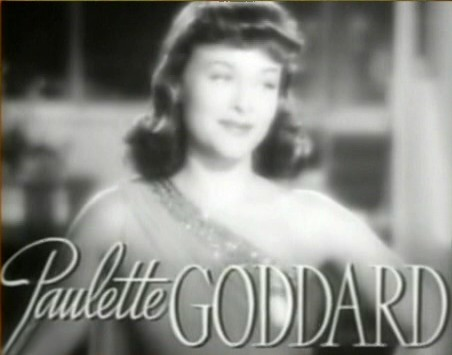
Paulette Goddard
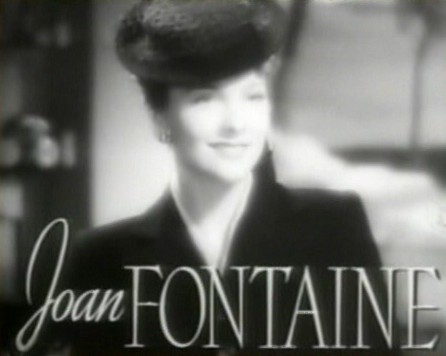
Joan Fontaine
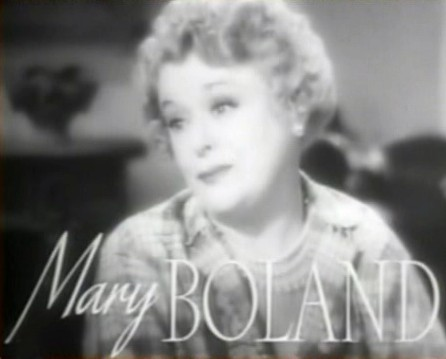
Mary Boland
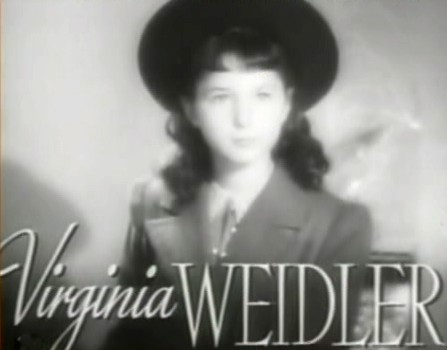
Virginia Weidler
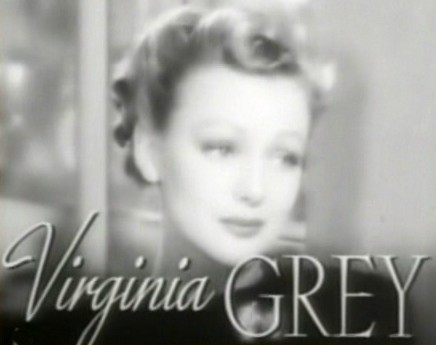
Virginia Grey
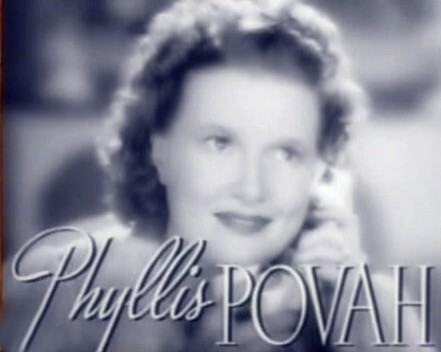
Phyllis Povah
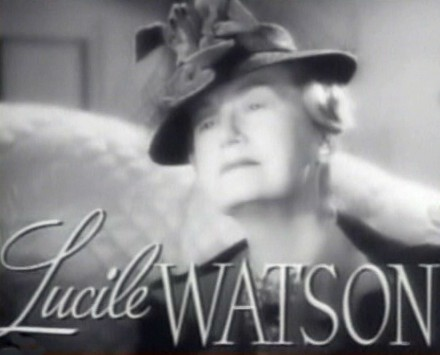
Lucile Watson

## Produção

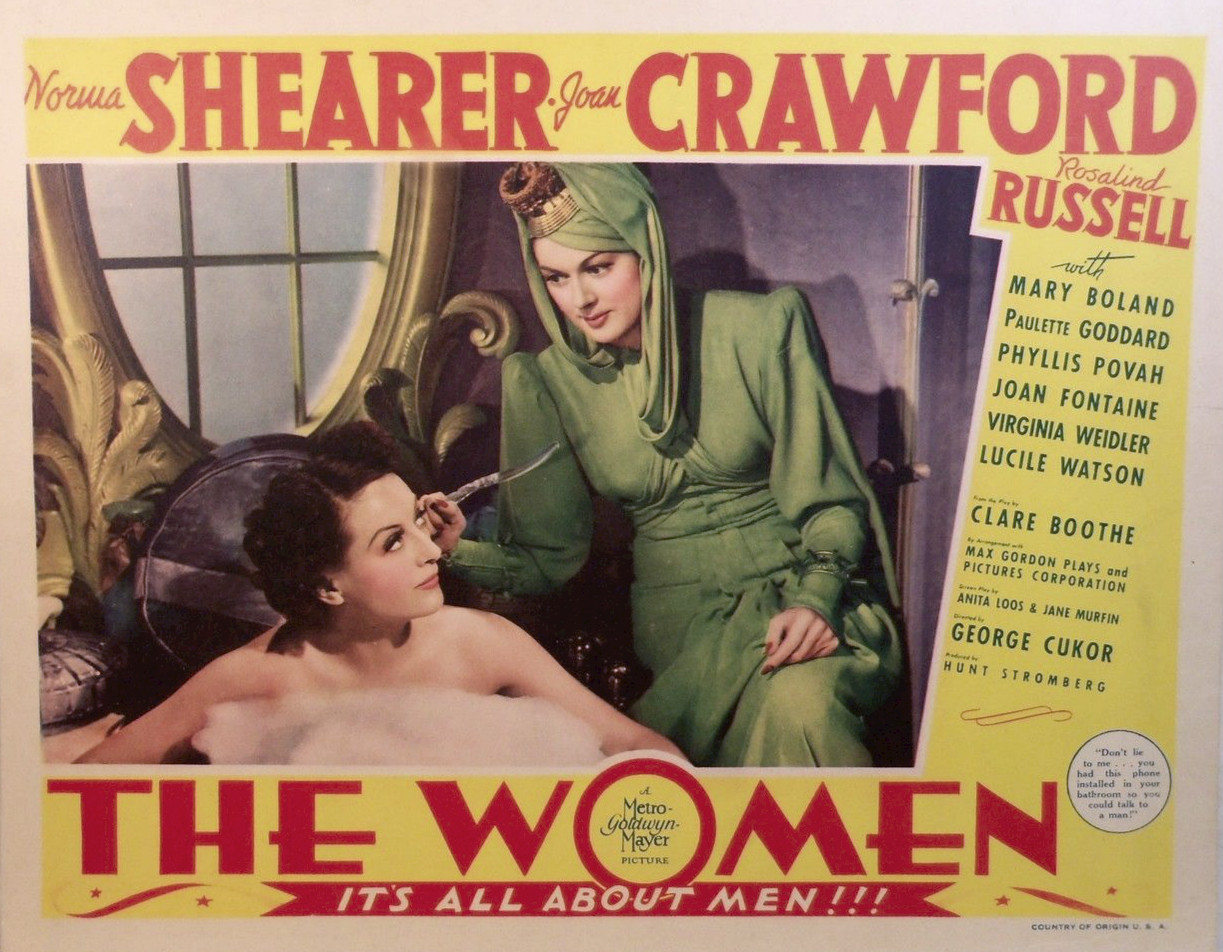
Lobby card.

Em janeiro de 1937, os produtores Harry M. Goetz e Max Gordon compraram os direitos da peça e planejavam oferecer o roteiro para Claudette Colbert, com Gregory LaCava como o diretor. Em março de 1938, Norma Shearer e Carole Lombard entraram em negociações para interpretar a protagonista. Em novembro de 1938, foi anunciado que Jane Murfin estava a escrever o roteiro para a MGM. Virginia Weidler entrou para o elenco em 24 de abril de 1939. F. Scott Fitzgerald trabalhou no roteiro no início do processo, mas não foi creditado como um dos roteiristas. Mary Nash, irmã da membra do elenco Florence Nash, estrelou uma peça de 1911 chamada "The Woman".
O jornal The New York Times relatou as estratégias de Cukor para gerenciar um elenco com 135 mulheres liderado por três estrelas já conhecidas e exigentes. Foi descrito uma técnica para lidar com a precedência: Cukor garantiu que todas as três estrelas fossem chamadas para o set simultaneamente, enviando funcionários separados para bater nas portas de seus camarins no mesmo momento, ou gritando: "Prontas, senhoras!" para que todas pudessem ouvir. Este sistema ocorreu apenas uma vez, e uma atriz (não divulgada) se ofendeu, permanecendo em seu camarim por muito tempo.

### Cena em Technicolor
"The Women" tem uma sequência em Technicolor, um desfile de moda. Quando entrevistado pelo apresentador Robert Osborne, o diretor George Cukor afirmou que não gostava da sequência e que queria removê-la do filme. Frank Nugent, crítico do The New York Times, concordou com esta avaliação. Em 22 de setembro de 1939, ele relatou que "um show de estilo em Technicolor ... pode ser adorável – pelo menos é o que a maioria das mulheres ao nosso redor parecia pensar – mas não tem lugar na produção. Por que não mergulhadoras ou um número musical das Rockettes? É a única marca contra a direção perspicaz e senciente de George Cukor".
Por outro lado, o crítico britânico Peter Bradshaw compara essa sequência com a cena do pesadelo em "Spellbound" (1945), de Alfred Hitchcock.

## Recepção
O filme foi um sucesso comercial e foi citado como um dos melhores do ano. Embora não tenha recebido nenhuma indicação ao Oscar, muitos críticos agora o descrevem como um dos principais filmes do que era um ano estelar na produção de filmes de Hollywood.
Leonard Maltin deu ao filme 3.5/4 estrelas: "O elenco (todo feminino) brilha nesta hilária adaptação da peça de Clare Boothe sobre divórcio, maldade e competição no círculo de 'amigas'. Crawford tem um de seus melhores papéis..."
Em 2018, Peter Bradshaw, do The Guardian, deu 5/5 estrelas para "esta extraordinária e quase comédia Daliesque ... a ausência de homens tem seu próprio tipo de implicação ética. É uma espécie de abandono, e a estrutura sem homens do drama é um comentário satírico sobre sua distância emocional em torno dessa junção dramática de duplicidade e infidelidade. Cukor cria um espetáculo brilhante, interrompido pelos momentos de devastação emocional incrivelmente sérios de Shearer".

### Bilheteria
De acordo com os registros da Metro-Goldwyn-Mayer, o filme arrecadou US$ 1.610.000 na América do Norte e US$ 660.000 no exterior, mas por causa de seu alto custo de produção, acabou resultando em uma perda de US$ 262.000. No entanto, o filme foi relançado em 1947 e obteve um pequeno lucro de US$ 52.000.

### Impacto cultural
Em 2007, "The Women" foi selecionado para preservação no National Film Registry, seleção filmográfica da Biblioteca do Congresso dos Estados Unidos, como sendo "culturalmente, historicamente ou esteticamente significativo".
A atriz Anna Kendrick considera o filme como seu favorito por causa de seu "elenco feminino e escritoras muito engraçadas. Eu o revisito quase todos os anos e minha apreciação pelas performances e pela escrita cresce". Ela reiterou seu amor pelo filme anos depois.

## Paródia
Em 5 de novembro de 1939, o transmissor de rádio Jack Benny apresentou uma paródia de "The Women" com todos os membros do elenco sendo homens em papéis femininos, e Mary Livingstone como a locutora.